# Power-to-Ammonia
Das Power-to-Ammonia-Verfahren macht Energie aus erneuerbaren Energiequellen transportier- und speicherfähig, indem die Energie chemisch in Form von Ammoniak gespeichert wird. Dabei kann die Energie wieder freigesetzt werden, indem Ammoniak direkt als kohlenstofffreier Kraftstoff verwendet wird oder als Wasserstofflieferant dient.
In Folge der Rohstoffknappheit nach dem Zweiten Weltkrieg wurde von Rudolph Tanner, bereits 1945, an der Universität Zürich, Ammoniak als Brennstoff erforscht und in der einzig aktuell zugänglichen Quelle beschrieben.
Ammoniak (NH3) ist ein klimaneutraler Energieträger, wenn bei der Gewinnung des zur Herstellung benötigten Wasserstoffs nicht auf konventionelles Erdgas zurückgegriffen wird, sondern dieser z. B. durch Elektrolyse mittels Ökostrom produziert wird und auch im weiteren Verfahren nur Energie aus erneuerbaren Energien zum Einsatz kommt. Erneuerbare Energien werden, z. Bsp. mit Photovoltaik- oder Windkraft-Anlagen, bereits heute an vielen Orten der Welt genutzt. Umgewandelt in den Energieträger Ammoniak lässt sich diese Energie über Pipelines oder Schiffe zu den großen Verbrauchszentren transportieren. Dort kann er nach Bedarf verbraucht werden und ist nicht abhängig von dem schwankenden Potential der Erneuerbaren Energien.
Der experimentelle Raketenmotor Reaction Motor XLR99 der US-Luftwaffe beweist die Verwendbarkeit von Ammoniak als Raketentreibstoff.
Wird Ammoniak hingegen konventionell aus Erdgas ohne Nutzung von erneuerbaren Energien hergestellt, fallen pro Tonne erzeugtem Ammoniak etwa 1,5 Tonnen des Treibhausgases Kohlenstoffdioxid an.
Die Herstellung von Ammoniak ist weit verbreitet; um das Jahr 2015 wurden hierfür etwa 2 % des weltweiten gewerblichen Energiebedarfs aufgewendet.

## Geschichte
Im Jahre 1927 meldete E. Fuchs in D.R.P. 503537 eine mit Ammoniak betriebene Kraftanlage mittels „(...) Vergaser, einem Wärmeregenerator und einer Absorptionseinrichtung(...)“ zum Patent an. Weitere Motoren welche Energie mittels Verbrennung von Ammoniak erzeugen beschreiben B. F. Halvorsen, E. Bientinesi, A. Caproni und P.Montagne im Jahr 1934. 1942 patentieren Delpech ,Carvallo und Geffroy die Verwendung eines Gemischs aus gleichen Teilen Acetylen und Ammoniak, welches sie durch die Reaktion von wässrigem Ammoniak mit Calciumcarbid erhalten. Fahrversuche mit einem Treibstoff aus „22% Acteylen und 78% Ammoniak“ beschreibt Bercy 1941.

## Speicherung und Transport
Ammoniak wird bei Normaldruck bei −33 °C flüssig. Daher lässt er sich, zum Beispiel auf Schiffen, drucklos in großen Kryotanks in flüssiger Form transportieren. Für kleinere Mengen bieten sich Drucktanks an (ähnlich denen für Propan/Butan), da bei 20 °C ein moderater Verdampfungsdruck von ca. 9 bar herrscht.
Der Heizwert von Ammoniak beträgt flüssig 3,2 kWh/l beziehungsweise gravimetrisch 5,2 kWh/kg (zum Vergleich: Benzin hat einen Heizwert von 8,4 - 8,7 kWh/l oder 11,1 - 11,6 kWh/kg).
Ammoniak lässt sich auch gebunden als Feststoff speichern. In Frage kommen zum Beispiel folgende Salze: Ammoniumcarbamat, Ammoniumcarbonat und Ammoniumhydrogencarbonat. Diese zersetzen sich bereits ab 60 °C und geben den gebundenen Ammoniak wieder frei.

## Herstellung
Der Grundstoff für Ammoniak, Stickstoff, stellt 78 % Anteil an der Luft und kann folglich überall auf der Erde erzeugt werden.
Im konventionellen Verfahren wird zunächst Wasserstoff aus Erdgas gewonnen. Zusammen mit Stickstoff aus der Luft wird dann im Haber-Bosch-Verfahren in einem Hochdruckreaktor über einem Katalysator Ammoniak hergestellt.
Wasserstoff kann auch klimaneutral über Elektrolyse mittels erneuerbaren Energien hergestellt werden. Parallel dazu kann Stickstoff aus der Luft abgetrennt werden. Stickstoff und Wasserstoff können dann unter Druck (80-400 bar) und höheren Temperaturen (400-500 °C) über einem Eisenkatalysator im Haber-Bosch-Reaktor zu Ammoniak konvertiert werden. Dieses wird aus dem Produktgasstrom des Kreislaufreaktors auskondensiert. Bei dieser grünen Ammoniaksynthese entfallen etwa 92 % des Energieaufwands auf die Elektrolyse. Im Vergleich zur Wasserstoffherstellung mittels Elektrolyse muss berücksichtigt werden, dass hierbei i. d. R. eine nachfolgende Kompression oder Verflüssigung notwendig ist und der Energiebedarf der Ammoniakherstellung deshalb nicht unbedingt höher ist, da Ammoniak bereits bei niedrigeren Temperaturen und Drücken (z. B. 20 °C, 8,58 bar) flüssig vorliegt.
Im Solid-State-Ammonia-Synthesis-Verfahren (SSAS-Verfahren) wird Ammoniak elektrolytisch direkt aus Wasser, Stickstoff (aus Luft) und Strom hergestellt. Diese Methode ist noch in der Erforschung. Mit dieser Methode sollen nur noch 8,3 Kilowattstunden Energie – in Form von elektrischem Strom – pro Kilogramm Ammoniak benötigt werden. Die Unternehmen Skovgaard Energy, Vestas und Topsoe haben in Ramme (Dänemark) 2024 die weltweite erste Anlage zur Produktion von grünem Ammoniak eingeweiht. Sie nutzt regenerativen Strom aus Solarmodulen und Windturbinen und kann jährlich etwa 5000 t Ammoniak erzeugen.

## Nutzung
Etwa 80 % der weltweiten Ammoniakproduktion werden (Stand 2022) noch für die Herstellung von Mineraldünger verwendet.
Zukünftig könnte man Ammoniak in modifizierten konventionellen Kraftwerken, Gas- und Dampfturbinen und modifizierten Verbrennungsmotoren benutzen. Ammoniak kann in speziellen Brennstoffzellen, den Ammoniak-Brennstoffzellen, direkt rückverstromt werden.
Außerdem kann aus Ammoniak wieder Wasserstoff gewonnen werden. Hierzu kann ein Ammoniak-Cracker verwendet werden. Dieser ist ein chemischer Reaktor, der Ammoniak unter Wärmezufuhr und über einem Katalysator in ein aus Wasserstoff, Stickstoff und Ammoniak bestehendes Gasgemisch zerlegt (bei vollständigem Umsatz 75 vol.-% Wasserstoff und 25 vol.-% Stickstoff). Das mit einem solchen Ammoniak-Cracker erzeugte Brenngasgemisch kann in Brennstoffzellen verstromt werden. Die unterschiedlichen Brennstoffzellentypen offerieren unterschiedlich gute Eignungen auf ammoniakhaltiges Brenngas. Während PEMFC eine vorgeschaltete Gasreinigung benötigen, reagieren alkalische Brennstoffzellen unempfindlich auf Ammoniak. Ammoniak-Cracker können Wirkungsgrade von oberhalb 90 % erreichen. Brennstoffzellengesamtsysteme können Wirkungsgrade zwischen 51,5 und 57 % erzielen, wenn die Beheizung durch Verbrennung von Anodenrestgas stattfindet.

### Anwendungen
- Reaction Motors XLR99[14]
- IM270[15]

## Vor- und Nachteile

### Vorteile
- Leicht transportfähig per Schiff und Pipeline.
- Entflammbarkeit geringer als bei Heizöl, geringe Explosionsgefahr.
- Da Ammoniak sehr häufig z. B. als Dünge- oder umweltfreundliches Kältemittel eingesetzt wird, sind die Herstellung und der Umgang eingeübt.
- Der Vorteil gegenüber Wasserstoff ist die bessere Speicher- und Transportierbarkeit und dessen höhere Energiedichte.[16] (Ammoniak bei −33 °C oder 9 Bar verflüssigt, Wasserstoff bei −253 °C flüssig oder 700 Bar überkritisch)
- Der Vorteil gegenüber Methan ist, dass Ammoniak kein Treibhausgas ist, während Methan häufig in die Umwelt entweicht und dort ca. 20- bis 25-mal schädlicher ist als CO2.
- Ein weiterer Vorteil gegenüber Methan ist, dass Stickstoff aus der Luft einfach und kostengünstig abgetrennt werden kann. Bei der Methansynthese würde hingegen eine Kohlendioxidquelle benötigt werden. Eine Abtrennung von Kohlendioxid aus der Umgebungsluft zur klimaneutralen Herstellung anderer, kohlenstoffhaltiger Brennstoffe im Power-to-Liquid-Verfahren ist wegen der geringen Konzentration von Kohlendioxid in der Luft wesentlich aufwändiger als bei Stickstoff.
- Es entstehen keinerlei feste oder harzige Verbrennungsrückstände im Motor oder der Brennstoffzelle.

### Nachteile
- Gefahrstoff, giftiges und ätzendes Gas. Vergiftungen sind aber eher selten, weil Menschen wegen des stechenden Geruches bereits bei geringen Konzentrationen aus der Gefahrenzone flüchten.
- Weniger als die Hälfte der gravimetrischen Energiedichte von Benzin oder Diesel.
- Bei Normaldruck gasförmig.
- Bei der Nutzung als Kraftstoff soll es zu einem gewissen Ammoniakschlupf kommen, also geringe Mengen ungenutzt im Abgas verkommen, die allerdings mithilfe eines Ammoniakschlupfkatalysators zu unschädlichen Produkten Stickstoff (N2) und Wasser (H2O) oxidiert werden können.[17]
- Bei der Umwandlung in nutzbare Energie durch Verbrennung entstehen schädliche Stickoxide.[18] Diese können mit einem SCR-Katalysator und einer kleinen Menge Ammoniak zu den unschädlichen Produkten Stickstoff (N2) und Wasser (H2O) reduziert werden.
- Bei unvollständiger Verbrennung von Ammoniak entsteht auch das extrem starke Treibhausgas Lachgas (N2O), was den Einsatz von Ammoniak  als Treibstoff für Schiffe bisher (März 2023) noch ausschließt.[19]
- Entweichendes Ammoniak verursacht Feinstaubbildung in der Atmosphäre, wenn es mit Schwefel- und Salpetersäure zu Ammoniumsulfat und Nitratsalzen reagiert.

## Ähnliche Verfahren
Weitere Verfahren zur Gewinnung alternativer Kraftstoffe beschreiben die Artikel
- Power-to-Liquid
- Power-to-Gas
- BtL-Kraftstoff

## Geplante Anlagen
Im Februar 2021 kündige Copenhagen Infrastructure Partners seine Pläne zum Bau von Europas größter Produktionsanlage für CO2-freien grünem Ammoniak an. Das Projekt mit einer Elektrolyse-Kapazität von einem Gigawatt soll an der Westküste Dänemarks in der Stadt Esbjerg angesiedelt werden. Hier soll der Strom aus Offshore-Windturbinen in grünen Ammoniak umgewandelt werden, der dann in der Schifffahrt als CO2-freier grüner Treibstoff und von der Landwirtschaft als CO2-freier Dünger verwendet werden soll.
Ebenfalls 2021 stellte Total Eren einen Plan für eine Anlage auf der Isla Grande de Tierra del Fuego (Chile) vor, bei dem ein Windpark mit einer Leistung von 10 GW die Energie für ein gemeinsames Wasserstoff/Ammoniak-Werk liefern soll. Dieses Werk mit bis zu 8 GW Elektrolyse-Kapazität soll pro Jahr ca. 800.000 Tonnen Wasserstoff produzieren, aus denen dann 4,4 Mio. Tonnen Ammoniak hergestellt werden können. Angestrebt wird ein Baubeginn im Jahr 2025 mit Inbetriebnahme im Jahr 2027, die prognostizierte Kohlenstoffdioxideinsparung liegt bei ca. 5. Mio. Tonnen pro Jahr.
Deutschland will in den Jahren 2027 bis 2033 mehr als 250.000 Tonnen „grünen“ Ammoniak aus Ägypten importieren und in Wasserstoff umwandeln (Cracken). Der Preis des entstehenden Wasserstoffs soll bei knapp 4,50 Euro je Kilo liegen.